# Pistola de batata

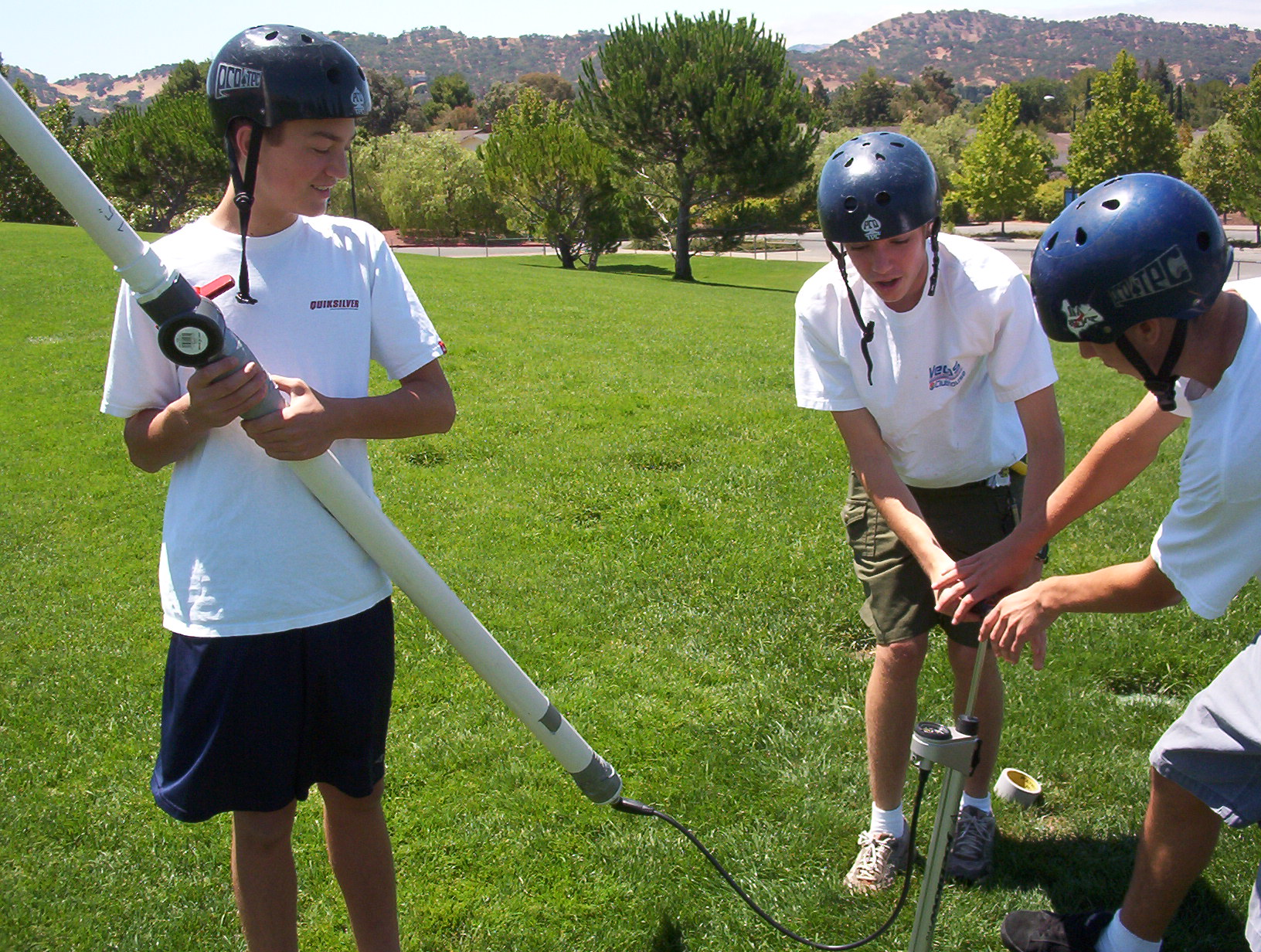
Um lançador pneumático de batatas

A pistola de batata (ou também canhão de batatas ou lançador de batatas) é um canhão baseado em encanamento, que utiliza princípios pneumáticos e a combustão de algum gás inflamável para lançar projéteis a altas velocidades; não apenas batatas convencionais, mas qualquer outra fruta, blocos de gelo e até pedras.

## Tipos de lançadores
Todas as pistolas de batatas podem propelir projéteis usando gás pressurizado na mesma maneira como uma arma (embora com uma pressão muito baixa). Há quatro formas básicas de que as armas de batatas pode fazer isso:
- Pela combustão da mistura ar-combustível gasosos, e sua pressão é limitada, principalmente, pela densidade de energia da mistura ar-combustível (menos seguro de todos os combustíveis).

- Pela liberação de gás comprimido (ar normalmente) através de uma válvula, um lançador como é normalmente referido como um lançador pneumático, e seu poder é limitado principalmente pela pressão do suprimento de ar, seja a partir de um compressor, bomba manual ou gás engarrafado.

- Pela explosão de uma bomba de gelo seco colocada no tubo antes de o projétil, geralmente referida como um canhão de gelo seco, estes são limitados em poder do material e tamanho do gelo seco, mas as pressões de disparo pode ser maiores que nos casos anteriores.

- Pela combustão da mistura ar-combustível pré-pressurizado, o que é chamado de lançador híbrido, e os rendimentos são as maiores pressões do que a de uma combustão normal do canhão de batatas, limitado apenas pela construção do lançador (geralmente um algumas centenas de libras-força por polegada quadrada, uma pressão maior que nos três casos anteriores).

### Lançadores por combustão
Armas de batata normalmente têm os projetos menos complexos, sendo que os quatro elementos básicos são:
- Um sitema de combustível
- Uma câmara de combustão
- Uma fonte de ignição
- Um barril ou cano

Para abrir fogo, o operador carrega um projétil no tambor, acrescenta combustível à câmara de combustão (por exemplo aerossol ou propano), e desencadeia a fonte de ignição (muitas vezes usando um piezoelétrico). 
O combustível então se inflama, criando gases quentes em expansão, e forçando a saída do projétil no tambor. As distâncias variam muito, dependendo de vários fatores, incluindo o tipo de combustível utilizado, a eficiência do combustível relação ar / câmara de combustão razão / barril, e as características de vôo do projétil. Distâncias comuns são lançamentos de 10 metros a 100 metros.
Lançadores de combustão são geralmente menos poderosos do que suas contrapartes pneumáticas ou híbridas.

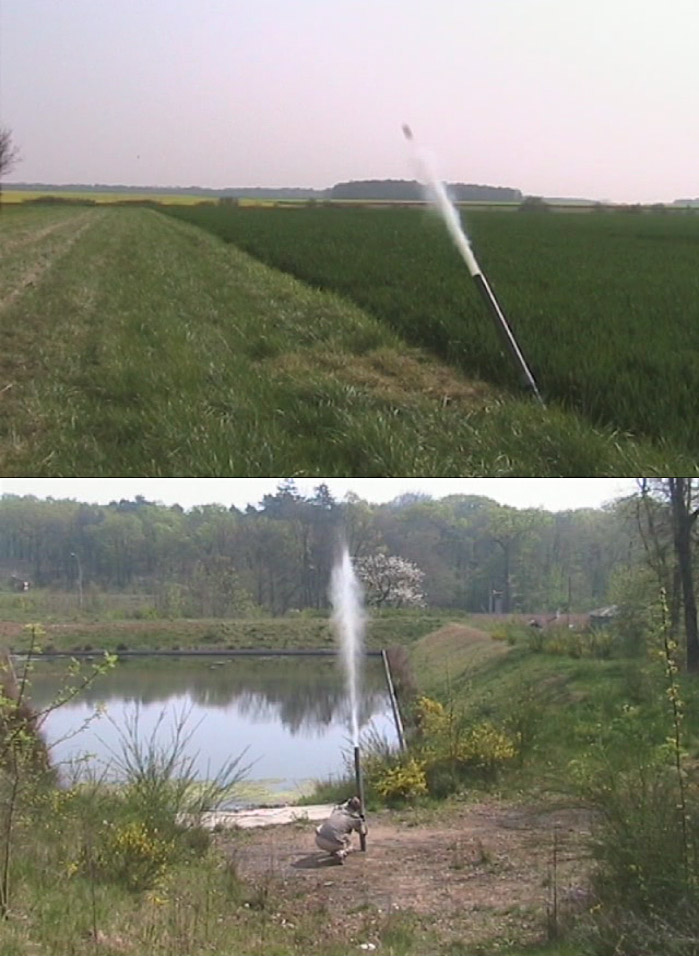
Canhão de PVC de gelo seco em uso, 1,5 kg (3 libras) de concreto é derramado no fundo para reforçá-lo, e mangas de plástico são usadas para endurecer a menor parte (com maior pressão).

Um canhão de gelo seco usa a sublimação do dióxido de carbono sólido para gerar o gás que projeta a munição.
A maior velocidade registada do projéctil de uma arma de batatas foi de aproximadamente 2,7 vezes a velocidade do som com 20 milímetros de plástico de um canhão híbrido na mistura pré-ignição de ar e propano. 
A maior velocidade atingida por uma batata especial é de cerca de 2700 metros por segundo.

## Entretenimento
- Canhões promocionais em esportes: Canhões pneumáticos portáveis são comuns em jogos de esportes em geral nos Estados Unidos onde são usadas para projetar itens como camisas ou acondicionados de alimentos para a platéia. Eles tendem a ser fabricados com materiais de maior qualidade que um canhão de batata médio pneumático, mas eles usam os mesmos métodos de operação.

- Canhões de efeitos especiais: Nos filmes e em canhões de produções teatrais pneumáticos são freqüentemente usados como um método de pirotecnia livre para projeção de materiais. Estes podem variar de válvula de esfera simples, os modelos manuais de projetos eletronicamente acionado operado a partir de um painel de controle remoto de acordo com as necessidades exatas.

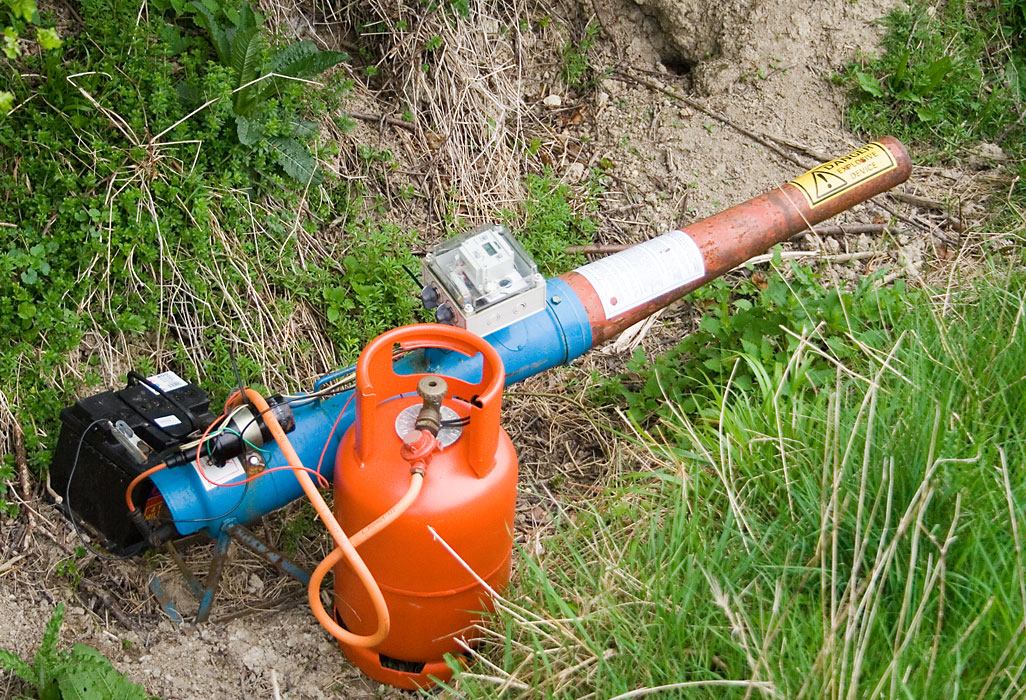
Um típico apanhador caseiro de passarinhos, que se utilizada de combustão a propano.